# Lèmur mostela de dors gris
El lèmur mostela de dors gris (Lepilemur dorsalis) és una espècie de lèmur de la família dels lèmurs mostela (Lepilemuridae). Com tots els altres lèmurs, és endèmic de Madagascar. Està amenaçat per la pèrdua d'hàbitat.